# Нью-Маркет (тауншип, Миннесота)
Нью-Маркет (англ. New Market) — тауншип в округе Скотт, Миннесота, США. На 2000 год его население составило 3057 человек.

## География
По данным Бюро переписи населения США площадь тауншипа составляет 87,6 км², из которых 87,5 км² занимает суша, а 0,2 км² — вода (0,21 %).

## Демография
По данным переписи населения 2000 года здесь находились 3057 человек, 956 домохозяйств и 834 семьи.  Плотность населения —  35,0 чел./км².  На территории тауншипа расположено 976 построек со средней плотностью 11,2 построек на один квадратный километр. Расовый состав населения: 98,23 % белых, 0,20 % афроамериканцев, 0,23 % коренных американцев, 0,23 % азиатов, 0,03 % c Тихоокеанских островов, 0,49 % — других рас США и 0,59 % приходится на две или более других рас. Испанцы или латиноамериканцы любой расы составляли 1,08 % от популяции тауншипа.
Из 956 домохозяйств в 48,1 % воспитывались дети до 18 лет, в 81,0 % проживали супружеские пары, в 3,5 % проживали незамужние женщины и в 12,7 % домохозяйств проживали несемейные люди. 8,2 % домохозяйств состояли из одного человека, при том 2,2 % из — одиноких пожилых людей старше 65 лет. Средний размер домохозяйства — 3,20, а семьи — 3,39 человека.
33,2 % населения — младше 18 лет, 5,0 % — в возрасте от 18 до 24 лет, 33,4 % — от 25 до 44, 24,4 % — от 45 до 64, и 4,0 % — старше 65 лет. Средний возраст — 36 лет. На каждые 100 женщин приходилось 109,7 мужчин.  На каждые 100 женщин старше 18 приходилось 102,3 мужчин.
Средний годовой доход домохозяйства составлял 82 718 долларов, а средний годовой доход семьи —  85 880 долларов. Средний доход мужчин —  50 811  долларов, в то время как у женщин — 32 639. Доход на душу населения составил 31 176 долларов. За чертой бедности находились 0,6 % семей и 2,3 % всего населения тауншипа, из которых 1,4 % младше 18 и 5,7 % старше 65 лет.